# Король Карл III (пьеса)
Король Карл III (англ. King Charles III) — поставленная в апреле 2014 года в театре Алмейда пьеса Майка Бартлета. Написанная в жанре истории будущего, пьеса сосредоточена на предполагаемых событиях, которые могли бы произойти после смерти королевы Елизаветы II и восшествия на престол ее сына под именем Карла III. Постановка пользовалась большим успехом, получив премии Лоренса Оливье и номинации на Тони и Драма Деск за лучшую новую пьесу.

## История постановок
Премьера состоялась в театре Алмейда 10 апреля 2015 года (предпоказы с 3 апреля), показы шли до 31 мая. Заглавную роль исполнял актёр Тим Пиготт-Смит. В сентябре 2015 года постановка переместилась в Уиндхемс (Вест-Энд). Изначально планировался показ в течение трёх месяцев, который впоследствии продлили до конца января 2015 года. В октябре 2014 года Пиготта-Смита, сломавшего руку, заменил на 5 недель Майлс Ричардсон.
По окончании спектакля в Лондоне постановка отправилась в турне, которое начало в Бирмингеме в сентябре 2015 года, где заглавную роль исполнил Роберт Пауелл. Закончился тур месячным показом в Театре Рослин Пакер в Сиднее, ознаменовав австралийскую премьеру пьесы в марте 2016 года.
Пьеса шла на бродвейской сцене ограниченным показом с 1 ноября 2015 года по 31 января 2016 года в театре Music Box. Свои роли повторили все основные актёры лондонского состава.
В феврале 2017 года состоялась премьера новой постановки пьесы в Шекспировском театре в Вашингтоне.

## Составы
| Роль                            | Алмейда         | Уиндхемс        | Бродвей         |
| ------------------------------- | --------------- | --------------- | --------------- |
| Чарльз (Карл)                   | Тим Пиготт-Смит | Тим Пиготт-Смит | Тим Пиготт-Смит |
| Уильям                          | Оливер Крис     | Оливер Крис     | Оливер Крис     |
| Гарри                           | Ричард Гулдинг  | Ричард Гулдинг  | Ричард Гулдинг  |
| Кейт                            | Лидия Уилсон    | Лидия Уилсон    | Лидия Уилсон    |
| Камилла                         | Марго Лестер    | Марго Лестер    | Марго Лестер    |
| Джесс Эдвардс, девушка Гарри    | Тафлайн Стин    | Тафлайн Стин    | Тафлайн Стин    |
| Джеймс Райс                     | Ник Сэмпсон     | Майлс Ричардсон | Майлс Ричардсон |
| Премьер-министр Тристан Эванс   | Адам Джеймс     | Адам Джеймс     | Адам Джеймс     |
| Марк Стивенс, лидер оппозиции   | Николас Роу     | Николас Роу     | Энтони Калф     |
| Сара / Призрак / Продюсер       | Кэти Брейбен    | Кэти Брейбен    | Салли Скотт     |
| Спикер Палаты общин / сэр Майкл | Том Робертсон   | Том Робертсон   | Том Робертсон   |
| Спенсер / Ник / сэр Гордон      | Няша Хатенди    | Няша Хатенди    | Няша Хатенди    |

## Сюжет
Королевская семья собирается на похоронах королевы Елизаветы II. Чарльз, вступающий на престол под именем Карла III, проводит первую аудиенцию для премьер-министра. На ней обсуждается законопроект по регулированию свободы слова в прессе. Проект нуждается лишь в королевском одобрении, но Чарльз обеспокоен тем, что такие ограничения СМИ могут привести к государственной цензуре и необъективности подачи информации, касающейся злоупотребления властью. Лидер оппозиции занимает сторону короля.
Чарльз и принц Уильям видят призрак принцессы Дианы, которая обоим обещает, что он станет «величайшим королем». Чарльз отказывается подписывать Закон о свободной прессе, а после очередной попытки премьер-министра убедить его и угроз провести проект без королевского одобрения, он распускает Парламент.
По всей стране начинаются протесты, особенно возмущены люди в Лондоне. Чарльз усиливает охрану Букингемского дворца. Кэтрин предлагает решение: Уильям должен стать посредником между Парламентом и отцом. Принц объявляет об этом на пресс-конференции, приводя последнего в бешенство. В конце концов, Чарльза вынуждают отречься от престола в пользу Уильяма, который подписывает законопроект и восстанавливает баланс между королём и Парламентом. Пьеса заканчивается коронацией Уильяма и Кэтрин на британский престол.

## Награды и номинации

### Постановка театров Альмейда и Уиндхемс
| Год  | Награда                                | Категория                         | Номинант                      | Результат |
| ---- | -------------------------------------- | --------------------------------- | ----------------------------- | --------- |
| 2014 | Премия Сообщества театральных критиков | Лучшая новая драма                | Лучшая новая драма            | Победа    |
| 2015 | Премия Лоренса Оливье                  | Лучшая новая драма                | Лучшая новая драма            | Победа    |
| 2015 | Премия Лоренса Оливье                  | Лучший режиссёр                   | Руперт Гулд                   | Номинация |
| 2015 | Премия Лоренса Оливье                  | Лучшая мужская роль               | Тим Пиготт-Смит               | Номинация |
| 2015 | Премия Лоренса Оливье                  | Лучшая мужская роль второго плана | Ричард Гулдинг                | Номинация |
| 2015 | Премия Лоренса Оливье                  | Лучшая женская роль второго плана | Лидия Уилсон                  | Номинация |
| 2015 | Премия Лоренса Оливье                  | Лучшая постановка света           | Джон Кларк                    | Номинация |
| 2015 | Премия South Bank Sky Arts             | Лучшая театральная постановка     | Лучшая театральная постановка | Победа    |

### Бродвейская постановка
| Год  | Премия     | Категория                                 | Номинант         | Результат |
| ---- | ---------- | ----------------------------------------- | ---------------- | --------- |
| 2016 | Драма Деск | Лучший спектакль                          | Лучший спектакль | Номинация |
| 2016 | Драма Деск | Лучший актёр в пьесе                      | Тим Пиготт-Смит  | Номинация |
| 2016 | Драма Деск | Лучший режиссер                           | Руперт Гулд      | Номинация |
| 2016 | Тони       | Лучшая пьеса                              | Лучшая пьеса     | Номинация |
| 2016 | Тони       | Лучшая мужская роль в пьесе               | Тим Пиготт-Смит  | Номинация |
| 2016 | Тони       | Лучшая мужская роль второго плана в пьесе | Ричард Гулдинг   | Номинация |
| 2016 | Тони       | Лучшие костюмы                            | Том Скатт        | Номинация |
| 2016 | Тони       | Лучший режиссёр пьесы                     | Руперт Гулд      | Номинация |

## Экранизация
В марте 2016 года было объявлено, что пьеса будет экранизирована. Над телевизионный фильмом для телеканала BBC 2 работала та же команда, что и над театральной постановкой. Текст адаптировал Майк Бартлет, режиссёром выступил Руперт Гулд. Тим Пиготт-Смит, Оливер Крис и другие актёры вернулись к своим ролям. В ноябре 2016 года появилась информация, что роль Кейт исполнит Шарлотта Райли. Съёмки проходили в том числе в церкви Беверли Минстер, в городе Беверли (Ист-Райдинг-оф-Йоркшир), которая заменила собой Вестминстерское аббатство благодаря похожему стилю. Примечательно, что эта церковь уже подменяла собой главный собор Великобритании на съёмках телесериала «Виктория».
Премьера на телеканале BBC 2 состоялась 10 мая 2017 года. Телевизионный фильм посвящён памяти Тима Пиготт-Смита, который умер за месяц до его выхода на экраны.